# Piani di Rufo

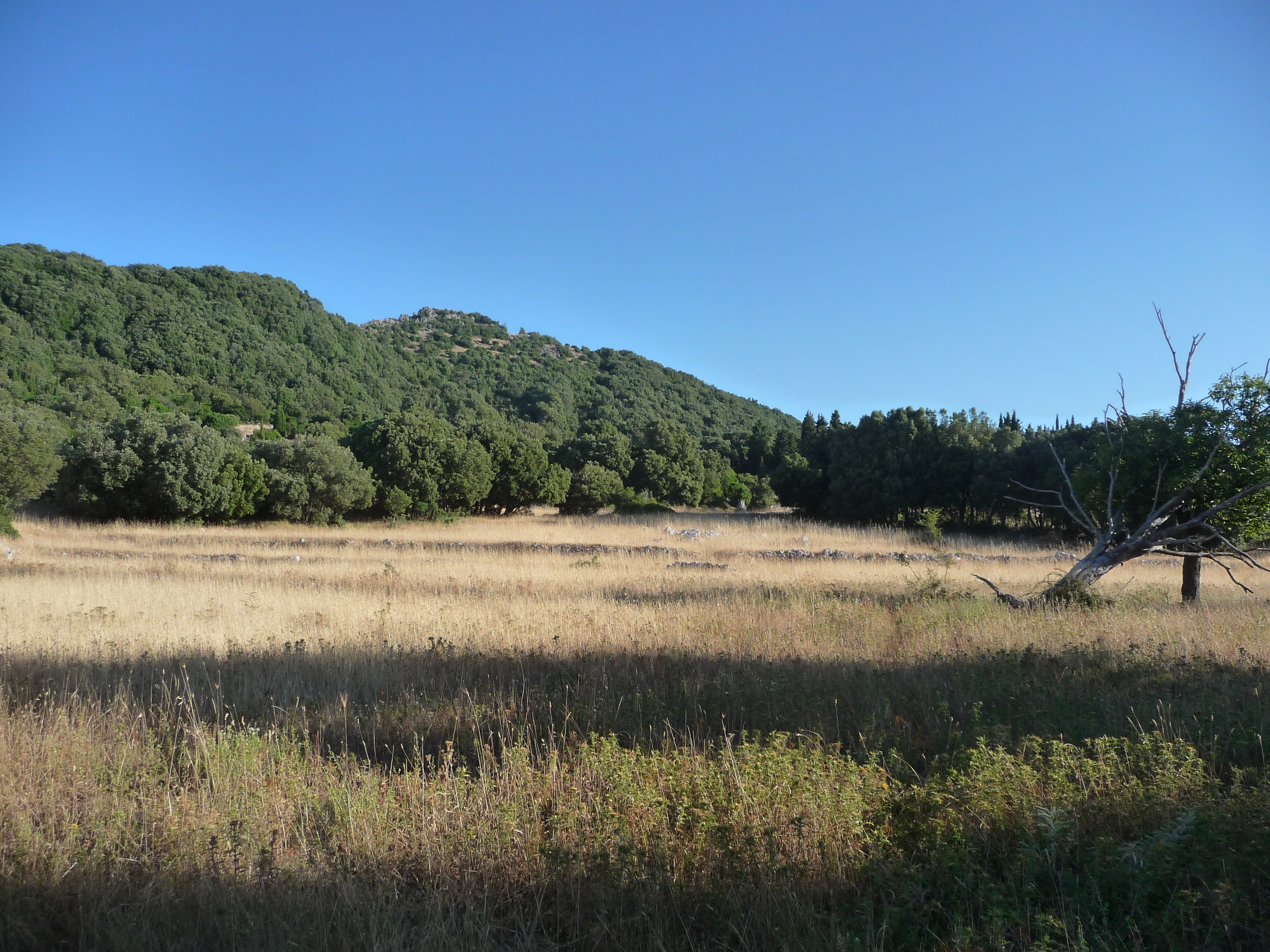
Piani di Rufo

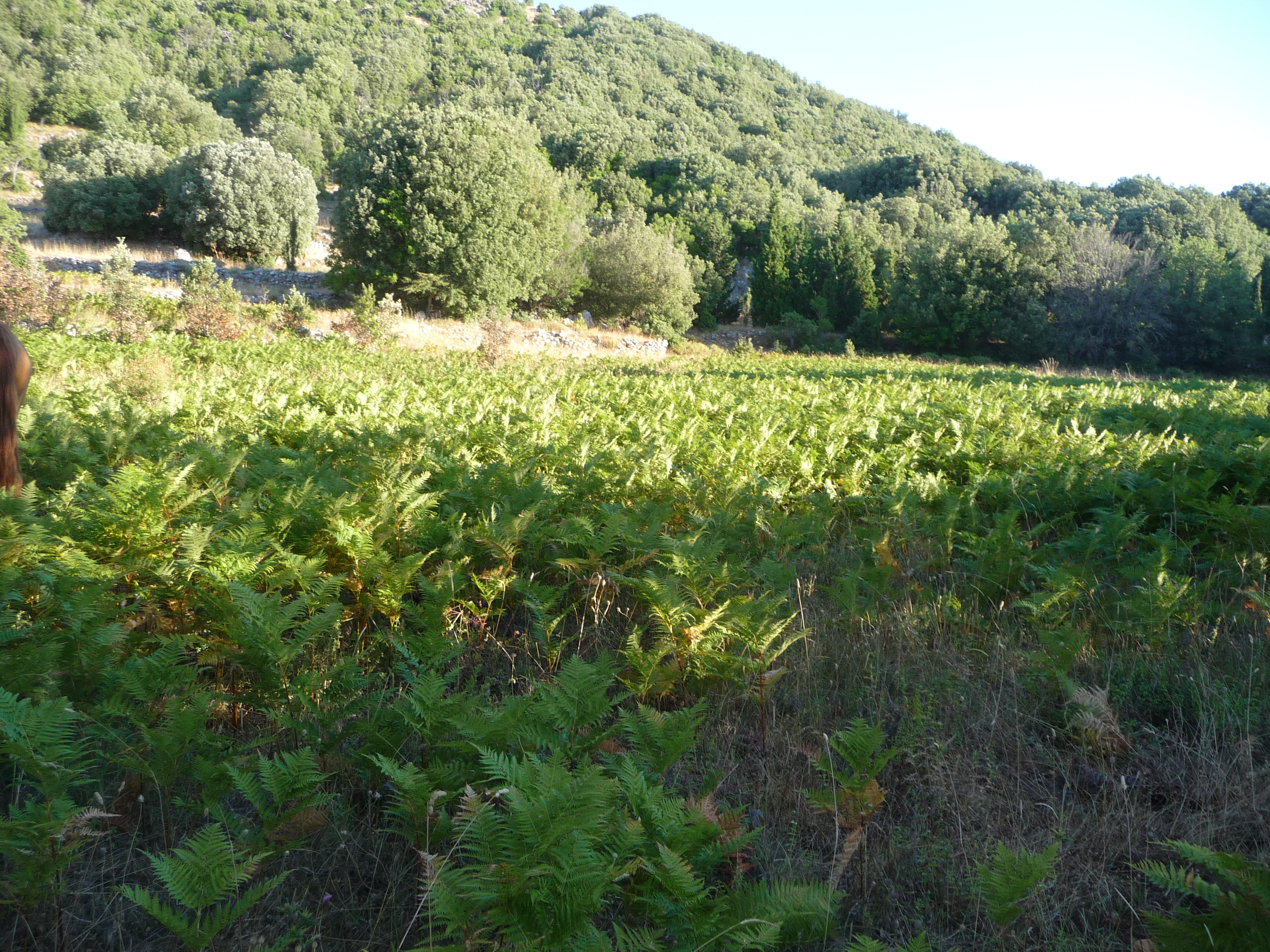
Piano d'Ilici

I piani di Rufo (Chjani da castagnara in calabrese) sono dei piani presenti sul monte Mammicomito nell'area dell'alta Locride tra la vallata dello Stilaro e le Serre Calabresi nell'area dei comuni di Pazzano e Placanica.
I piani di Rufo sono raggiungibili solo attraverso sentieri a piedi.
Tra questi piani hanno nome: la piana d'Ilici (chjana d'Ilici) e la piana delle Pulicare (chjana dei Pulicari).

## Etimologia
Rufo non ha una etimologia certa, deriva forse da un nome di persona.
Ilici invece in dialetto significa leccio.

## Geologia
L'area presenta calcare del mesozoico come le zone limitrofe della Piana dei Lacchi, il Monte Mammicomito, l'area di Melichicchi, il Monte Consolino e Timpa Cacari.
Si trova in forma di picchi e guglie scoscese e di numerosi piccoli e grandi blocchi franati. Al di sotto vi sono filladi dell'era paleozoico.

## Attività
In passato c'erano anche coltivate progressivametne abbandonate. ora si svolgono unicamente attività di caccia nel periodo consentito e pastorizia caprina.
È possibile fare escursioni naturalistiche: un sentiero parte da monte Stella con un'ora e mezza di cammino, il secondo da Pietra (frazione di Placanica) in un'ora di cammino.